# Make Love, Not Warcraft
"Make Love, Not Warcraft" é o episódio #147 da série de desenhos animados adultos South Park exibida pela Comedy Central. Foi ao ar originariamente em 4 de outubro de 2006. O episódio satiriza jogadores do popular video game World of Warcraft (do tipo MMORPG, sigla em inglês para jogos eletrônicos que permitem múltiplos jogadores).

## Enredo
Um maníaco por vídeo games MMORPG que gosta de provocar os outros participantes (em inglês, griefer) chamado Jenkins (em referência a Leroy Jenkins) repetidamente mata os personagens dos garotos de South Park do jogo "World of Warcraft". Jenkins é silencioso, obsessivo, adulto, obeso e que absolutamente "não vive". De acordo com o explicado pelos consultores da Blizzard Entertainment, um griefer é uma pessoa que joga quase todas as horas de quase todos os dias há um ano e meio, desde que o jogo foi lançado. Devido a isso, ele alcançou um nível não previsto pelos criadores do jogo, capaz de desobedecer as regras da Blizzard Entertainment e matar os outros jogadores, mesmo os especialistas e criadores. O pai de Stan, Randy, fica interessado em participar mas seu personagem não sobrevive a um encontro com Jenkins. Os desenvolvedores do jogo percebem que não podem parar o griefer, pois não podem matar "alguém que não vive".
Cartman reune os garotos de South Park para atacarem o griefer juntos. Quando a batalha começa, Jenkins solta escorpiões que rapidamente eliminam os meninos. Os meninos desistem do jogo e procuram outros passatempos. Os executivos da Blizzard temem que os participantes fiquem frustrados e com isso o jogo seja retirado do catálogo. Mas Cartman não se conforma em ter sido morto e convence Stan, Kyle e Kenny a continuarem jogando. Pelos dois meses seguintes, os meninos entram no jogo 21 horas por dia, usando a estratégia de se esconderem na floresta e matar javalis, de pequena pontuação mas que quando feito repetidamente permite aos jogadores acumularem muitos pontos (acompanhados da canção Live to Win de Paul Stanley). Nesse processo, os meninos se tornam preguiçosos, cabeludos e bem gordos. Ficam com acnes e só consomem salgadinhos, energéticos e sopas instantâneas. Começam a desenvolver um vocabulário da internet, usando termos tais como "über", "pwn" e "r-tard" em suas conversas. Os personagens dos meninos se tornam poderosos e isso chama a atenção dos executivos da Blizzard, que percebem uma chance de deter o griefer e evitar o fim do Warcraft. Contudo, eles estimam que mesmo com o aumento do poder dos personagens dos meninos, a probabilidade de falharem contra Jenkins é ainda de 90%.
Eles resolvem ajudar os meninos e lhes dão a  espada mágica das "Mil Verdades", uma arma muito poderosa e que foi removida do jogo. Foi armazenada num arquivo chamado "Salzman da contabilidade" para eventualmente ser recuperada e utilizada no caso de grande necessidade. Para ser usada contudo, os meninos devem batalhar no mínimo durante dezessete horas contra o griefer, o que os executivos não acham possível. Eles vão à casa de Stan com o pendrive que armazena a arma mas os meninos estão com Cartman. Randy conta aos executivos que ele, apesar de ser um "n00b", pode se logar no jogo e entregar a espada a eles online. Com relutância, os executivos dão a Randy a espada e ele entra no jogo  mas logo é mortalmente ferido pelo griefer. Furioso, Stan ataca o griefer com a espada, ferindo Jenkins. Os meninos golpeiam Jenkins e Cartman esmaga a cabeça de Jenkins com a marreta de seu personagem.
Vários jogadores de World of Warcraft que estavam escondidos aparecem para comemorar a eliminação do griefer, saudando os meninos como heróis. Stan pergunta o que farão a seguir e Cartman responde que "finalmente poderemos jogar".

## Produção
A técnica conhecida por "Machinima" foi muito usada em "Make Love, Not Warcraft", mesmo que de uma forma incompatível com o jogo World of Warcraft.  O episódio chegou a ser anunciado como sendo o #145 da série mas as dificuldades para a utilização do machinima adiaram a sua transmissão.

### Colaboração
Os criadores de South Park, Trey Parker e Matt Stone, colaboraram com a Blizzard Entertainment no uso do machinima no episódio. Na verdade, causou surpresa que a companhia ajudasse na produção. As cenas do machinima foram criadas usando cenários de jogos e recriando personagens em 3D com o Maya, com a Blizzard Entertainment fornecendo seus próprios modelos de personagens e seus próprios computadores. Blizzard também deu permissão aos produtores para usarem a extensão World of Warcraft: The Burning Crusade como cenário. Michael Morhaime, presidente e co-fundador da Blizzard Entertainment, falou sobre a colaboração:
"Nós ficamos excitados quando ouvimos que os criadores de "South Park" estariam interessados em usar o World of Warcraft na abertura da nova temporada da série, e prontamente colaboramos para que isso de fato ocorresse."
Desde que o episódio foi ao ar, a fictícia "Espada das Mil Verdades" foi incluida em World of Warcraft: The Burning Crusade como um prêmio para os jogadores, mas não possui as mesmas capacidades da do desenho. " A espada teve o nome mudado para Assassino Gladiador. O visual do episódio é o mesmo no jogo The Hungering Cold. Recentemente, a espada reapareceu na expansão World of Warcraft: Wrath of the Lich King como Assassino de não-viventes (em referência a um diálogo no desenho, já citado).

### Atraso
Previsto para ir ao ar em 1 de setembro de 2006, a produção do machinima levou a que fosse adiado para 20 de setembro de 2006, e finalmente foi exibido em 3 de outubro de 2006. A animação normal de South Park foi realizada simultaneamente .
O fictício Video game jogado por Butters, Hello Kitty: Island Adventure, foi citado como piada de primeiro de abril em 2008 do jogo MMORPG Hello Kitty Online, anunciado como uma expansão chamada "Island Adventure".

## Recepção
O episódio tirou nota 9.3 e foi considerado "um dos mais engraçados da série" pelo site IGN.
Em sua exibição original, o episódio foi assistido por 3.4 milhões de agregados familiares, sendo um dos episódios de meia temporada mais assistidos do Comedy Central. Contudo, a maior audiência da décima temporada foi o episódio de abertura "The Return of Chef".
Em 2007, o episódio ganhou o Primetime Emmy Award para programas de animação de menos de uma hora.
Em 2008, os fãs do Reino Unido votaram como seu episódio favorito numa lista dos dez melhores episódios da série.